# Cal Marial (Sant Vicenç de Montalt)
Cal Marial és una obra eclèctica de Sant Vicenç de Montalt (Maresme) inclosa a l'Inventari del Patrimoni Arquitectònic de Catalunya.

## Descripció
Casa aïllada amb coberta a dues aigües, té una planta baixa i dos pisos. La composició de la façana és eclèctica. Vorejat per un ampli pati, limita amb la carretera amb un mur de contenció que protegeix unes de les terres més espectaculars del Maresme. La porta d'entrada té un porxo al davant a manera de galeria i, a sobre, un gran terrassa. La coberta s'acaba amb un ràfec rematat amb una bola de ceràmica. Criden l'atenció els dos rellotges de sol que ornamenten la façana.